# Терновский, Леонид Владимирович
Леонид Владимирович Терновский (5 января 1898 г. (24 декабря 1897 г. по ст.ст.), Нижний Новгород — 1966 Ленинград) — российский и советский военный деятель, участник Первой мировой, Гражданской, Великой Отечественной войн, командир 98-й танковой бригады, 241-й танковой бригады, начальник Чкаловского танкового училища. Полковник (05.03.1940).

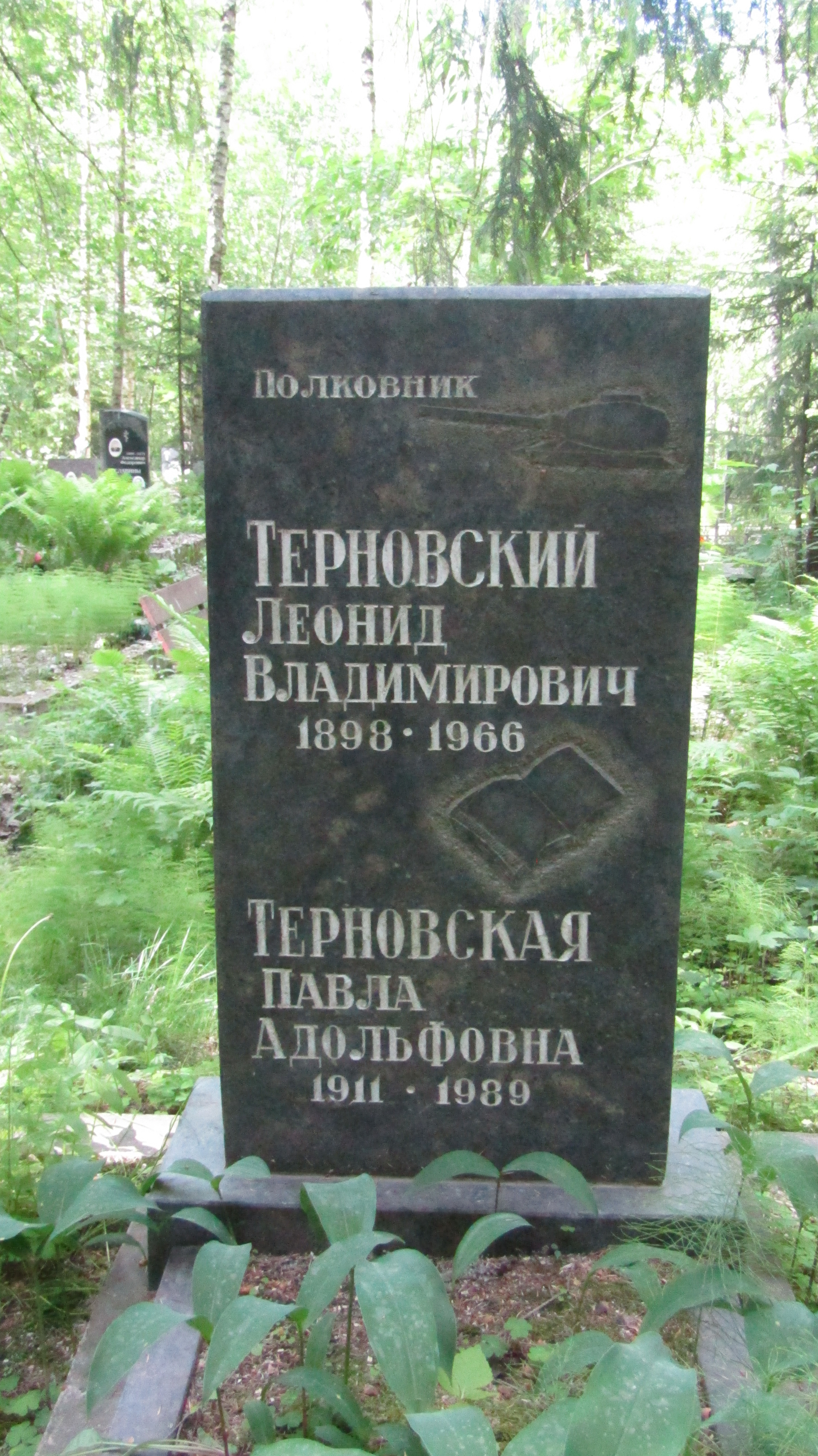
Могила Терновского Л.В. Северное кладбище, Санкт-Петербург.

## Биография
Родился 5 января 1898 года (24 декабря 1897 г. по ст.ст.) в Нижним Новгороде.
В Русской Императорский армии с мая 1916 года. В мае 1916 года мобилизован, рядовой в 80-м пехотном запасном полку (г. Егорьевск). Окончил учебную команду 80-го пехотного запасного полка в г. Егорьевск (1917), 3-ю Московскую школу прапорщиков (1917). С сентября 1917 года младший офицер учебной команды 183-го пехотного запасного полка (г. Нижний Новгород). После Октябрьской революции 1917 года избран начальником учебной команды, в марте 1918 года демобилизован.
В Рабоче-крестьянской Красной армии с августа 1918 года. С августа 1918 года — взводный инструктор Нижегородского губернского всеобуча. С апреля 1919 года воевал на Северном фронте в составе 41-го Урос-Озерского стрелкового полка (с октября — 1-й стрелковый) железнодорожной обороны командиром взвода 1-й роты, затем командиром 2-го батальона, с августа 1920 года — на Южном фронте. С октября 1920 года — врио командира 3-го стрелкового полка 1-й стрелковой дивизии. С февраля 1921 года командир батальона, помощник командира и командиром полка 15-й Сивашской стрелковой дивизии (Киевский военный округ). С июня 1922 года — командир 4-го отдельного пограничного батальона. С апреля 1923 года — командир 3-го дивизиона 4-го Украинского полка войск ГПУ.
С июля 1923 года — начальник 19-й Белгородской учебной школы начсостава. С апреля 1924 года — командир роты штрафного батальона Киевского губернского военкомата. С апреля 1925 года — командир роты 134-го стрелкового полка. С марта 1926 года — командир батальона 21-го стрелкового полка. С мая 1931 года — начальник штаба 73-го стрелкового полка (Украинский военный округ). Окончил Ленинградские бронетанковые курсы усовершенствования командного состава (1932). С июня 1932 года — врид начальника штаба 2-го батальона Нижегородской бронетанковой школы. С марта 1933 года — руководитель и старший руководитель тактики, преподаватель и врид старшего преподавателя тактики Ленинградской школы автотанковых техников. В июле 1937 года уволен в отставку.
В мае 1939 года восстановлен в кадрах РККА. С мая 1939 года — младший преподаватель кафедры тактики Военно-транспортной академии в Ленинграде. Начало Великой Отечественной войны встретил в занимаемой должности. В июне 1941 года командирован в Красносельский укреплённый район по устройству противотанковых заграждений и ДОТов, затем назначен начальником штаба укрепрайона, некоторое время был врио начальника района. С сентября 1941 года — начальник 1-го отделения АБТО 42-й армии Ленинградского фронта. С марта 1942 года — зам. командира 16-й танковой бригады, входившей в состав 24-й армии Волховского фронта. С 16 по 30 мая 1942 года — и.д. командира 98-й танковой бригады, которая вела бои в составе 4-го гвардейского стрелкового корпуса. С июля 1942 года — командир 241-й танковой бригады, формировавшейся в Горьковском АБТЦ. После сформирования с сентября воевал на Сталинградском фронте, в составе 24-й армии участвовал в боях по разгрому группировки противника, прорвавшейся к Волге севернее Сталинграда.
30 сентября 1942 года был ранен. Около двух месяцев лечился в госпитале. С декабря 1942 года — начальник Чкаловского танкового училища. В октябре 1946 года уволен в запас по болезни.
Умер, в 1966 году в Ленинграде.

## Награды
- Орден Ленина (06.05.1946)[1]
- Орден Красного Знамени (3.11.1944)[2]
- Орден Отечественной войны I степени (13.09.1945)[3]
- Орден Красной Звезды (16.08.1936)[4]
- Медаль «За оборону Ленинграда» (22.12.1942)[5]
- Медаль «За оборону Сталинграда» (22.12.1942)[6]
- Медаль «За победу над Германией в Великой Отечественной войне 1941—1945 гг.» (9 мая 1945[7])[8]
- Медаль XX лет РККА.(1938)

## Память
- Его имя увековечено в Главном Храме Вооружённых сил России, и навсегда запечатлено на мемориале «Дорога памяти»
- На могиле установлен надгробный памятник